# Andy Fraser

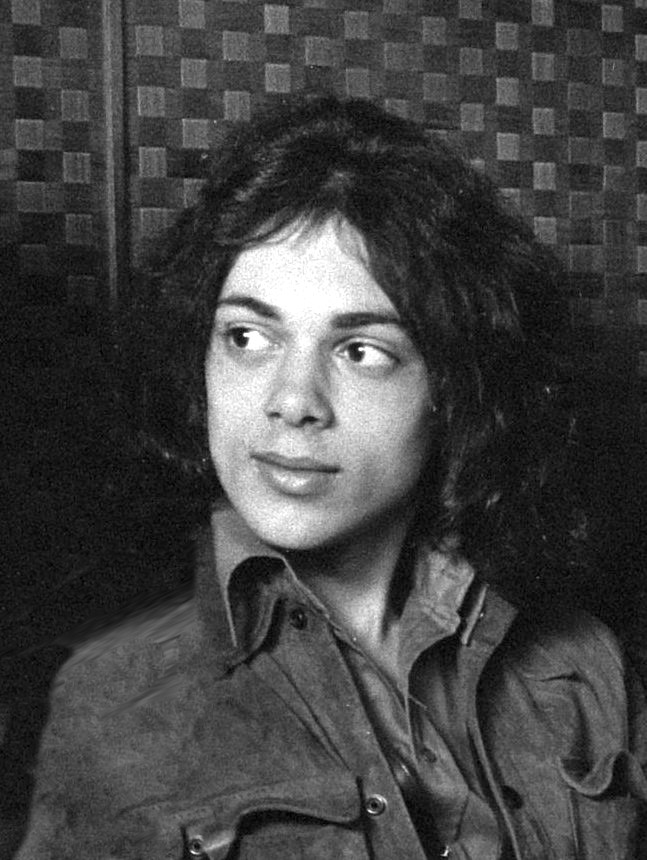
Andy Fraser (1970)

Andrew McLan "Andy" Fraser (3 de julio de 1952 - 16 de marzo de 2015) fue un compositor inglés y bajista cuya carrera duró más de cuarenta años e incluye un periodo destacado como uno de los miembros fundadores de la banda de rock Free en 1968, a la edad de quince años.

## Auge (60s y 70s)
Fraser nació en el Paddington área de Londres Central y empezó a tocar el piano a la edad de cinco años. Él fue entrenado en estilo clásico hasta que los doce, cuándo cambio a la guitarra. Para los trece estaba tocando en East End de West Indian clubes y después de ser expulsado de la escuela en 1968 a los quince años, se matriculado en el Colegio de Hammersmith F.E. donde otro estudiante, Sappho Korner, le presentó a su padre, músico pionero de blues y emisor radiofónico Alexis Korner, quién tomó la figura de padre para él. Poco después, al recibir una llamada telefónica de John Mayall, quién buscaba un bajista, Korner le sugirió a Fraser y, con sólo 15, él estaba en una banda profesional y ganaba 50 libras a la semana, a pesar de que esto finalmente duró poco tiempo.
Korner era también instrumental en el siguiente movimiento de Fraser, a la influyente banda Free, la cual constó de Paul Rodgers (voces), Paul Kossoff (guitarra) y Simon Kirke (batería). Fraser produjo y coescribió la canción  "Bien Ahora" con Rodgers, un hit #1 en más de 20 territorios y reconocida por ASCAP en 1990 por acumular encima 1,000,000 reproducciones radiofónicas en los Estados Unidos a fines de 1989. En octubre de 2006 les fue entregado a Rodgers y a Fraser un Premio de Millones-de-reproducciones por la BMI de Londres por marcar por encima de tres millones de reproducciones en radio y televisión con "Bien Ahora". Simon Kirke más tarde recordó: “Bien Ahora fue creado después de una mala actuación en Durham. Acabamos nuestro espectáculo y saliendo del escenario hacia el sonido de nuestros propios pasos. El aplauso había acabado incluso antes de que dejara la batería. Era obvio que necesitamos un rocker para cerrar nuestros espectáculos. De repente la inspiración golpeó Fraser y empezó a deambular cantando Bien Ahora. Se sentó escribió ahí mismo en el vestuario. No le deben haber llevado más de diez minutos.”
Fraser también coescribió dos singles exitosos para Free, Mi Hermano Jake y El Ladrón. Free inicialmente se dividió en 1971, y Fraser formó un trío, llamado Toby, con el guitarrista Adrian Fisher (más tarde con Sparks), y el baterista Stan Speake. El material fue grabado pero no liberado. Fraser luego reunión Free en diciembre de 1971. Dejándola por segunda vez en junio de 1972.

## Muerte
Fraser murió el 16 de marzo de 2015 en su casa en California. Habiendo batallando contra el cáncer y el sida. La causa de su muerte fue un ataque al corazón provocado por una ateroesclerosis. Fraser fue recobrado por sus dos hijas Hannah y Jasmine Fraser.